# 阿布德拉汗·哈魯恩

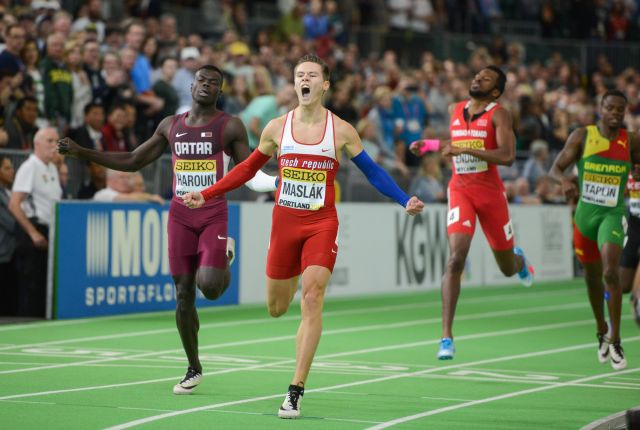
2016年世界室內田徑錦標賽400公尺決賽

阿布德拉汗·哈魯恩（英語：Abdalelah Haroun，1997年1月1日—2021年6月26日）是蘇丹歸化卡達田徑運動員。
阿布德拉汗·哈魯恩於2015年世界田徑大獎賽400公尺以45秒39獲得冠軍，打破亞洲400公尺室內紀錄。
阿布德拉汗·哈魯恩在2016、2018年連續兩屆亞洲室內田徑錦標賽400公尺奪冠，並在2017年奪得世界田徑錦標賽400公尺銅牌。
2021年6月26日在多哈因车祸去世，得年24歲。

## 外部連結
- 阿布德拉汗·哈魯恩在国际奥林匹克委员会的资料
- 阿布德拉汗·哈魯恩在的頁面